# Maria de Barros
Maria de Barros (nascuda a Dakar, Senegal), és una cantant de Cap Verd, país d'origen dels seus pares, encara que ella va viure a Nuakchot (Mauritània) i Rhode Island (Estats Units) durant la seva joventut.
Considerava Cesária Évora com la seva padrina i inspiració. La seva música té certes influències de Llatinoamèrica, en interpretar salses. El seu darrer disc es titula Morabeza i conté onze temes. Ha enregistrat cançons en diversos idiomes, incloent el seu nadiu portuguès, com també francès, espanyol, alemany i Anglès.